# Kirchen von Killevy

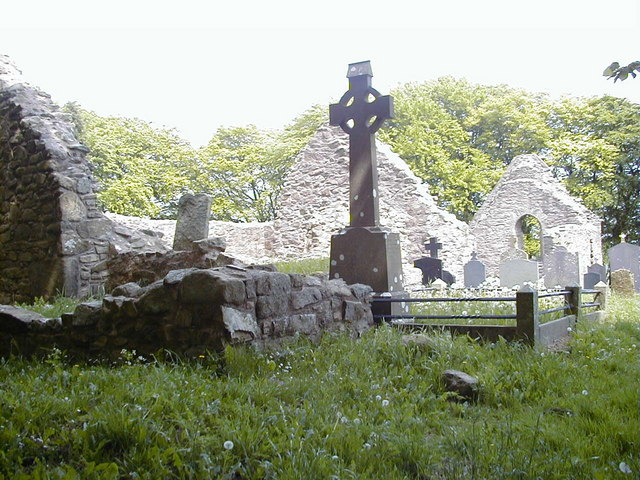
Kirche und Friedhof

Die Ruinen der Kirchen von Killevy (auch Killeavy, irisch Cill Shléibhe) liegen südwestlich von Newry im County Armagh in Nordirland, an der Ostflanke des Berges Slieve Gullion. Der Name ist abgeleitet vom irischen Cill Sléibhe Cuilinn (die Kirche des Slieve Gullion). 
Nach den Annalen wurde hier im Jahre 450 eine hölzerne Kirche errichtet, die 517 oder 518 durch ein Steingebäude ersetzt wurde. Es gibt keine Spuren der ersten beiden Bauten, stattdessen liegen hier der Stumpf eines Rundturmes und die Ruinen zweier jüngerer Steinkirchen. 
- Die westliche ist nur etwa 14 m × 7 m groß und wurde möglicherweise im 9. Jahrhundert errichtet. Ihr Türsturz ist ein gewaltiger Monolith. Sie wurde im Jahre 923 von Wikingern geplündert. Augustiner-Nonnen setzten das klösterliche Leben hier bis zum Jahre 1542 fort.
- Die östliche, größere misst etwa 21 m × 7 m und stammt aus dem 13. Jahrhundert.
- Heute ist nur noch der alte Friedhof in Gebrauch.

Angeblich ist der Ort der Rest eines Klosters, das bereits im 6. Jahrhundert von St. Moninna, (Monnena), die auch als Bline, Darerca oder Sharbhile bekannt ist, gegründet wurde. Sie soll auch das Kloster Faughart im County Louth gegründet haben. Ihr vorgebliches Grab unter einem Monolithen von 2,2 m Länge, 1,57 m Breite und 47 cm Dicke und die nahe gelegene St. Bline’s Well sind Wallfahrtsorte.

## Archäologische Sehenswürdigkeiten in der Nähe
- einen Kilometer südlich liegen die Cairns (North und South Cairn) von Clonlum auch bekannt als Mystical Ring of Gullion.
- zwei Kilometer südlich liegt die Burg Killevy Castle
- westlich liegen Clonlum north und south am Slieve Gullion
- bei Newry liegen die Megalithanlagen von Ballykeel und Ballymacdermot
- nördlich liegt St. Moninna’s Well eine Heilige Quelle